# Hermann Lange (Jurist)
Hermann Lange (* 24. Januar 1922 in Dresden; † 28. Juli 2018 in Tübingen) war ein deutscher Rechtswissenschaftler.

## Leben
Hermann Lange studierte nach seinem Abitur am Kreuzgymnasium Dresden an der Universität Leipzig, Ludwig-Maximilians-Universität München und Albert-Ludwigs-Universität Freiburg, unter anderem bei Fritz Pringsheim und bei Franz Wieacker. 1942 legte er sein erstes juristisches Staatsexamen am Oberlandesgericht Dresden ab, im September 1944 wurde er in Leipzig mit der Dissertation „Das Kontingent als Rechtsbegriff“ zum Dr. iur. promoviert. Nach Kriegseinsatz und Kriegsgefangenschaft kehrte er nach Dresden zurück, siedelte aber im März 1948 nach Westdeutschland um. 1949 legte er sein zweites Staatsexamen in Hamburg ab und war am Ende 1949 als Wissenschaftlicher Assistent an der Universität Freiburg tätig. 1953 habilitierte er sich mit einer Arbeit über „Schadensersatz und Privatstrafe in der mittelalterlichen Rechtstheorie“, erhielt die Venia legendi für die Fächer Römisches Recht, Bürgerliches Recht und Neuere Privatrechtsgeschichte und war zunächst als Privatdozent an der Albert-Ludwigs-Universität in Freiburg tätig.
Lange wurde 1955 Professor an der Leopold-Franzens-Universität Innsbruck, 1957 Professor an der Christian-Albrechts-Universität zu Kiel, 1962 an der Johannes-Gutenberg-Universität Mainz und schließlich ab 1966 an der Eberhard Karls Universität Tübingen als Ordinarius für Römisches und deutsches Bürgerliches Recht und Neuere Privatrechtsgeschichte. Er emeritierte 1987.
1971 wurde er zum ordentlichen Mitglied der Mainzer Akademie der Wissenschaften und der Literatur gewählt. Nach der Wiedervereinigung engagierte er sich beim Aufbau der juristischen Fakultät der Technischen Universität Dresden.
Lange war einer von zwei Söhnen aus der Ehe von Arno Lange und Catharina Lange geb. Braun. Er war verheiratet mit Ulrike geb. Moser; aus der Ehe stammen zwei Kinder.

## Werk
Die Forschungsschwerpunkte von Hermann Lange lagen im Bereich des Schadensersatzrechts, des Familienrechts und der mittelalterlichen Rechtsgeschichte. Er publizierte zahlreiche wissenschaftliche Arbeiten dazu.
Die Monographie Schadensrecht, erstmals 1979 in der von Joachim Gernhuber herausgegebenen Reihe Handbuch des Schuldrechts als Band 1 erschienen, gilt als ein zentrales Werk zum deutschen Schadensersatzrecht. Das Werk erschien 1990 in zweiter Auflage und wird seit 2003 (dritte Auflage) von Gottfried Schiemann mitbetreut. Seinen Einfluss auf das deutsche Familienrecht verdankt Lange der langjährigen Kommentierung des Familienrechtes im Großkommentar von Soergel über vier Auflagen. Daneben ist auch sein Werk Römisches Recht im Mittelalter über die Glossatoren nennenswert.